# William Douglas
William James Davie Douglas Jr (født 12. oktober 1897 i Odense- december 1969) var en dansk kontorist, fotograf og atlet medlem af IF Sparta.
Douglas var dansk mester i højdespring 1921.
Douglas arbejdede som fotograf for bl.a Ekstra Bladet.
Douglas var født i Odense men flyttede til København som 4-årig, hans far William James Davie Douglas Sr var fra Glasgow i Skotland og moderen var dansk.

## Danske mesterskaber
- Bronze 1924 Højdespring 1,70
- Bronze 1923 Højdespring ?
- Guld 1921 Højdespring 1,75